# Kisolaszi
Koordináták: é. sz. 49,0982°, k. h. 19,4699°49.098200°N 19.469900°E
Kisolaszi (szlovákul Vlašky) Nagyolaszi településrésze, korábban önálló falu Szlovákiában, a Zsolnai kerületben, a Liptószentmiklósi járásban.

## Fekvése
Liptószentmiklóstól 11 km-re nyugatra, Nagyolaszitól északra fekszik, mellyel régebben csak fahíd kötötte össze a Vágon.

## Története
A falut a francia-belga határról származó vallonok alapították a 13. század végén. 1391-ben „Kyssolazy” néven említik először. A 15.–16. században részben a Demkó család birtoka, akiknek kúriájuk volt a településen. A kúrián kívül a 16. század végén három zsellérház állt a településen. Ekkor legnagyobb birtokosa a szentmáriai egyház, melynek 1600 körül 6 adózó portája volt a faluban. Legrégibb pecsétje 1786-ban készült.
A 18. század végén Vályi András így ír róla: „Kis, és Nagy Olaszy. Két falu Liptó Várm. földes Ura Kis Olaszinak a’ Besztercze Bányai Káptalan, ’s fekszik Szent Máriához közel, mellynek filiája; Nagy Olaszinak pedig Kubinyi Urak, határbéli földgyeik közép termékenységűek, fájok tsekélyes, de más vagyonnyaik vannak.”
Fényes Elek 1851-ben kiadott geográfiai szótárában így ír a faluról: „Kis-Olaszi, Male Olachy, tót falu, Liptó vmegyében, a Vágh jobb partján: 159 kath. és 2 evang. lak. Ut. p. Bertelenfalva.”
1910-ben 210, túlnyomórészt szlovák lakosa volt. A trianoni diktátumig Liptó vármegye Németlipcsei járásához tartozott.

## Nevezetességei
- Barokk-klasszicista kastélya a 18. században épült.
- A közeli víztározó.

## Külső hivatkozások
- Kisolaszi a térképen

## Lásd még
- Nagyolaszi
- Körmös